# داس (تگزاس)
داس، تگزاس(به انگلیسی: Doss, Texas) شهری در ایالت تگزاس از ایالات جنوبی ایالات متحده آمریکا است. در سرشماری سال ۲۰۰۰، جمعیت این شهر ۲۲۵ نفر اعلام شد.